# Красносілка (Кропивницький район)
Красносі́лка — село в Україні, в Олександрівській селищній громаді Кропивницького району Кіровоградської області. Населення становить 975 осіб. Колишній центр Красносілківської сільської ради.

## Історія
Під час організованого радянською владою Голодомору 1932—1933 років померло щонайменше 676 жителів села.

## Населення
Згідно з переписом УРСР 1989 року чисельність наявного населення села становила 1162 особи, з яких 486 чоловіків та 676 жінок.
За переписом населення України 2001 року в селі мешкало 979 осіб.

### Мова
Розподіл населення за рідною мовою за даними перепису 2001 року:
| Мова       | Відсоток |
| ---------- | -------- |
| українська | 97,95 %  |
| російська  | 1,54 %   |
| білоруська | 0,21 %   |
| молдовська | 0,10 %   |
| польська   | 0,10 %   |

## Відомі уродженці
- Коваленко Веніамін Дмитрович (1923—2014) — радянський військовик, учасник Другої світової війни, почесний громадянин Бердичева.
- Пустовойт Степан Пилипович (15 вересня 1899 — 4 вересня 1994) — український гідролог, кандидат географічних наук, доцент Київського національного університету імені Тараса Шевченка.
- Ковтун Владислав Сергійович, відомий як Терміт, рекордсмен області, заслужений діяч у сфері транспорту. Спроможний самотужки злить соляру з 300 тракторів за 10 робочих годин. Найвідоміша та найбільш поважна особа у селі Красносілка